# Jiří Dopita
Jiří Dopita (ur. 2 grudnia 1968 w Šumperku) – czeski hokeista, reprezentant Czech, dwukrotny olimpijczyk. Działacz i trener hokejowy.

## Kariera
- HC Šumperk U20 (1986-1987)
- HC Ołomuniec U20 (1987-1988)
- HC Ołomuniec (1988-1989, 1994)
  -  HC Dukla Jihlava (1989)
  -  HC Tabor (1989-1990)
  -  Eisbären Berlin (1993-1995)
- HC Vsetín (1995-2001)
- Philadelphia Flyers (2001-2002)
- Edmonton Oilers (2002-2003)
- HC Ołomuniec (2003)
- HC Pardubice (2003-2005)
- Orli Znojmo (2005-2009)
- HC Kometa Brno (2009-2011)
- HC Ołomuniec (2011-2013)

Wychowanek HC Šumperk. Był dwukrotnie draftowany do NHL w 1992 (w wieku 23 lat) i 1998 (w wieku 29 lat). W rozgrywkach NHL grał od 2001 do 2003 (w innych zespołach niż te, którego go pierwotnie wybierały). Ponadto był wielokrotnym zawodnikiem rodzimej ekstraligi czeskiej. Profesjonalną karierę rozpoczął i zakończył w barwach HC Ołomuniec w 1. lidze czeskiej. W barwach tego klubu w 1994 zdobył złoty medal pierwszych w historii mistrzostw Czech. Po zakończeniu sezonu 2012/2013 w wieku 44 lat zakończył karierę zawodniczą.
Uczestniczył w turniejach mistrzostw świata w 1994, 1995, 1996, 1997, 1998, 2000, 2001, 2004, Pucharu Świata 1996, 2004 oraz na zimowych igrzyskach olimpijskich 1998, 2002.
Od 2006 jest właścicielem klubu HC Ołomuniec. Od sezonu 2013/2014 jednocześnie jest asystentem trenera drużyny.

## Sukcesy i wyróżnienia
Reprezentacyjne
- Złoty medal mistrzostw świata: 1996, 2000, 2001
- Brązowy medal mistrzostw świata: 1997, 1998
- Złoty medal zimowych igrzysk olimpijskich: 1998

Klubowe
- Złoty medal mistrzostw Czech: 1994 z HC Ołomuniec, 1996, 1997, 1998, 1999, 2001 z HC Vsetín, 2005 z HC Pardubice
- Trzecie miejsce w Europejskiej lidze hokejowej: 1998 z HC Vsetín
- Srebrny medal mistrzostw Czech: 2000 z HC Vsetín
- Mistrz dywizji NHL: 2002 z Philadelphia Flyers
- Brązowy medal 1. ligi: 2012 z HC Ołomuniec
- Srebrny medal 1. ligi: 2013 z HC Ołomuniec

Indywidualne
- Ekstraliga czeska 1993/1994:
  - Najbardziej Wartościowy Zawodnik (MVP) w fazie play-off
- Sezon DEL 1994/1995:
  - Pierwsze miejsce w klasyfikacji kanadyjskiej w sezonie zasadniczym: 68 punktów
- Ekstraliga czeska 1995/1996:
  - Najbardziej Wartościowy Zawodnik (MVP) w fazie play-off
- Ekstraliga czeska 1996/1997:
  - Pierwsze miejsce w klasyfikacji strzelców w sezonie zasadniczym: 30 goli
  - Hokeista sezonu czeskiej ekstraligi
- Ekstraliga czeska 1997/1998:
  - Najbardziej Wartościowy Zawodnik (MVP) w fazie play-off
  - Hokeista sezonu czeskiej ekstraligi
- Ekstraliga czeska 1998/1999:
  - Hokeista sezonu czeskiej ekstraligi
- Ekstraliga czeska 1999/2000:
  - Pierwsze miejsce w klasyfikacji strzelców w sezonie zasadniczym: 30 goli
- Mistrzostwa świata 2000:
  - Skład gwiazd turnieju
  - Pierwsze miejsce w klasyfikacji asystentów turnieju: 7 asyst
- Ekstraliga czeska 2000/2001:
  - Pierwsze miejsce w klasyfikacji +/- w sezonie zasadniczym: +34
  - Pierwsze miejsce w klasyfikacji +/- w fazie play-off: +12
  - Pierwsze miejsce w klasyfikacji asystentów w fazie play-off: 13 asyst
  - Pierwsze miejsce w klasyfikacji kanadyjskiej w fazie play-off: 21 punktów
  - Najbardziej Wartościowy Zawodnik (MVP) w fazie play-off
  - Hokeista sezonu czeskiej ekstraligi

Wyróżnienia
- Złoty Kij: 2001
- Galeria Sławy czeskiego hokeja na lodzie: 2008